# 长小苞黄耆
长小苞黄耆（学名：Astragalus balfourianus）为豆科黄芪属的植物，为中国的特有植物。分布在中国大陆的四川、云南等地，生长于海拔2,650米至4,000米的地区，多生长在开阔多石牧场、林下、林缘和草坡上。